# Cnemaspis rajabasa
Espèce
Cnemaspis rajabasa est une espèce de geckos de la famille des Gekkonidae.

## Répartition
Cette espèce est endémique de Sumatra en Indonésie. Elle se rencontre dans le Kabupaten de Lampung du Sud dans la province de Lampung vers 425 m d'altitude sur le Gunung Rajabasa.

## Description
Les mâles mesurent jusqu'à 58,7 mm et les femelles jusqu'à 57,4 mm.

## Étymologie
Son nom d'espèce lui a été donné en référence au lieu de sa découverte, le Gunung Rajabasa.

## Publication originale
- Amarasinghe, Harvey, Riyanto & Smith, 2015 : A New Species of Cnemaspis (Reptilia: Gekkonidae) from Sumatra, Indonesia. Herpetologica, vol. 71, no 2, p. 160-167.